# Diamanthina van’t Ruytershof
Diamanthina van’t Ruytershof (née le 1er juillet 2003 à Sint-Niklaas, morte en juin 2023) est une jument de robe noire inscrite au stud-book du BWP. 
Elle est montée en saut d'obstacles par les cavaliers belges Niels Bruynseels et Constant van Paesschen, avec lesquels elle atteint le plus haut niveau. Elle devient ensuite reproductrice, atteignant des records de prix à la vente de ses embryons.

## Histoire
Diamanthina van’t Ruytershof naît le 1er juillet 2003, à l'élevage de Bert van den Branden, situé à Sint-Niklaas en Belgique. 
Elle est formée au saut d'obstacles et suit une carrière sportive au plus haut niveau, en même temps que son frère étalon Emerald van't Ruytershof. L'élevage van de Helle en fait l'acquisition en 2010. Elle est montée dans un premier temps par le cavalier belge Niels Bruynseels qui atteint avec elle le niveau international en 2011 et 2012. Elle est récupérée par un autre cavalier belge mi-2023, Constant van Paesschen, qui la monte à 1,45 m et atteint le niveau 5 étoiles lors de s dernière année sportive.
Après sa carrière sportive, en 2015, elle est récupérée à l'élevage van de Helle tenu par Paul Maïs et Edith Dereys. Elle y meurt en juin 2023, peu de temps avant ses 20 ans,, des suites de coliques.

## Description
Diamanthina van’t Ruytershof est une jument de robe noire inscrite au stud-book du BWP. Elle mesure 1,75 m.

## Palmarès
- 2015 : vainqueur du CSI3* de Lons-le-Saunier[4] ;
- 2015 : vainqueur d'une épreuve à 1,50 m lors de l'étape Global Champions Tour de Chantilly[7] ;

## Origines
Diamanthina van’t Ruytershof est une fille de l'étalon Selle français Diamant de Semilly, et d'une jument Zangersheide, Carthina Z, par Carthago,. Elle présente donc des origines partiellement françaises, aussi bien côté paternel que côté maternel puisque sa grand-mère maternelle est une fille du Selle français Lys de Darmen.
Elle présente 35,95 % d'origines génétiques Pur-sang selon le site web Hippomundo.

## Descendance
Elle est considérée comme une excellente jument reproductrice, ainsi qu'une jument emblématique de par les performances de son frère Emerald. La valeur commerciale de sa descendance s'est nettement accrue car elle est très recherchée par les éleveurs.
En dehors de sa carrière sportive, Diamanthina a donné douze poulains à partir de plusieurs embryons par an, dont Kentucky, Le Blue Diamond van’t Ruytershof, et Inathina van’t Ruytershof, la sœur de Kentucky. Le Blue Diamond a été sacré champion de la Pavo Cup avec Jan Vermeiren.
Sa fille Utrella van de Helle (par Echo van het Spieveld et Heartbreaker) a été vendue en 2020 pour la somme de 94 000 euros. 
Ses premiers poulains van de Helle sont nés en 2018, et le total de ses descendants van de Helle est de 18. Ses embryons atteignent un record de prix lors des ventes Fences de 2021, avec 61 000 euros déboursés pour un embryon par Chacfly,.